# Auning Sogn
Auning Sogn er et sogn i Norddjurs Provsti (Århus Stift).
I 1800-tallet var Auning Sogn anneks til Fausing Sogn. Begge sogne hørte til Sønderhald Herred i Randers Amt. Auning Sogn tilhørte Fausing-Auning Kommune fra 1842 til 1966. Fausing-Auning Kommune gik i 1966 frivilligt ind i Gammel Estrup Kommune. Ved kommunalreformen i 1970 kom Auning Sogn med i Sønderhald Kommune, og efter strukturreformen i 2007 tilhører sognet Norddjurs Kommune.
I Auning Sogn ligger Auning Kirke.
I sognet findes følgende autoriserede stednavne:
- Auning (bebyggelse, ejerlav)
- Auning Kær (bebyggelse)
- Auning Mark (bebyggelse)
- Auning Skov (areal)
- Gammel Estrup Huse (bebyggelse)
- Klibo (bebyggelse)
- Lyngrode (bebyggelse)
- Molshuse (bebyggelse)
- Porsbakker (areal, bebyggelse)
- Tværsige (bebyggelse)
- Tårup (bebyggelse, ejerlav)
- Tårup Kær (bebyggelse)
- Tårup Mark (bebyggelse)
- Tårup Skov (areal)
- Tårup Statshuse (bebyggelse)